# Edward C. Prescott
Pour les articles homonymes, voir Prescott.
 (août 2024).
La mise en forme du texte ne suit pas les recommandations de Wikipédia : il faut le « wikifier ».
Les points d'amélioration suivants sont les cas les plus fréquents. Le détail des points à revoir est peut-être précisé sur la page de discussion.
- Les titres sont pré-formatés par le logiciel. Ils ne sont ni en capitales, ni en gras.
- Le texte ne doit pas être écrit en capitales (les noms de famille non plus), ni en gras, ni en italique, ni en « petit »…
- Le gras n'est utilisé que pour surligner le titre de l'article dans l'introduction, une seule fois.
- L'italique est rarement utilisé : mots en langue étrangère, titres d'œuvres, noms de bateaux, etc.
- Les citations ne sont pas en italique mais en corps de texte normal. Elles sont entourées par des guillemets français : « et ».
- Les listes à puces sont à éviter, des paragraphes rédigés étant largement préférés. Les tableaux sont à réserver à la présentation de données structurées (résultats, etc.).
- Les appels de note de bas de page (petits chiffres en exposant, introduits par l'outil «  Source ») sont à placer entre la fin de phrase et le point final[comme ça].
- Les liens internes (vers d'autres articles de Wikipédia) sont à choisir avec parcimonie. Créez des liens vers des articles approfondissant le sujet. Les termes génériques sans rapport avec le sujet sont à éviter, ainsi que les répétitions de liens vers un même terme.
- Les liens externes sont à placer uniquement dans une section « Liens externes », à la fin de l'article. Ces liens sont à choisir avec parcimonie suivant les règles définies. Si un lien sert de source à l'article, son insertion dans le texte est à faire par les notes de bas de page.
- La présentation des références doit suivre les conventions bibliographiques. Il est recommandé d'utiliser les modèles {{Ouvrage}}, {{Chapitre}}, {{Article}}, {{Lien web}} et/ou {{Bibliographie}}. Le mode d'édition visuel peut mettre en forme automatiquement les références.
- Insérer une infobox (cadre d'informations à droite) n'est pas obligatoire pour parachever la mise en page.

Pour une aide détaillée, merci de consulter Aide:Wikification.
Si vous pensez que ces points ont été résolus, vous pouvez retirer ce bandeau et améliorer la mise en forme d'un autre article.
Edward Christian Prescott, né le 26 décembre 1940 à Glens Falls (État de New York) et mort le 6 novembre 2022 à Paradise Valley (Arizona), est un économiste et professeur d'université américain
Il a reçu le Prix de la Banque de Suède en 2004, partageant la récompense avec Finn E. Kydland, « pour leurs contributions à la macroéconomie dynamique : l'incohérence temporelle des décisions de politique économique et les forces économiques responsables des fluctuations conjoncturelles ».
Il est économiste à la Réserve fédérale de Minneapolis et à l'université d'État de l'Arizona et une figure importante en macroéconomie, spécialement sur la théorie des cycles réels et de l'équilibre général. Dans « Rules Rather Than Discretion: The Inconsistency of Optimal Plans, » publié dans « The Journal of Political Economy » en 1977 avec Finn E. Kydland, ils analysent si les banques centrales doivent avoir des règles strictes ou bénéficier de choix discrétionnaires dans l'élaboration de la politique monétaire. Il est aussi connu pour le filtre Hodrick-Prescott, utilisé afin de lisser les fluctuations des séries temporelles.

## Biographie

### Carrière
De 1966 à 1971, Edward C. Prescott a enseigné à l’Université de Pennsylvanie. Il est ensuite retourné à Carnegie Mellon jusqu'en 1980, puis à l'Université du Minnesota, où il a enseigné jusqu'en 2003. En 1978, il a été professeur invité à l'Université de Chicago, où il a été nommé professeur de recherche à la Fondation Ford. L'année suivante, il visita la Northwestern University et y resta jusqu'en 1982. Depuis 2003, il enseigne à l'Arizona State University.
Edward C. Prescott est conseiller économique à la Réserve fédérale américaine de Minneapolis depuis 1981. En 2004, il a été titulaire de la Maxwell and Mary Pellish Chair  en économie de l'Université de Californie à Santa Barbara. En 2006, il a été professeur invité à la Shinsei Bank à l’université New York. En août 2014, Prescott a été nommé professeur associé auxiliaire à la Research School of Economics (RSE) de l'Université nationale australienne .
Le projet Research Papers in Economics l'a classé au 19e rang des économistes les plus influents au monde en août 2012, sur la base de ses contributions académiques . 
Économiste à la Réserve fédérale américaine de Minneapolis et professeur à l’Université d’État de l’Arizona, W.P. Carey School of Business, il est une figure majeure de la macroéconomie, en particulier des théories des cycles économiques et de l'équilibre général. Dans son ouvrage intitulé "Règles plutôt que le pouvoir discrétionnaire: l'incohérence des régimes optimaux", publié en 1977 avec Finn E. Kydland, il analysait si les banques centrales devaient avoir des objectifs chiffrés stricts ou être autorisées à utiliser leur pouvoir discrétionnaire pour définir la politique monétaire. Il est également bien connu pour ses travaux sur le filtre Hodrick – Prescott, utilisé pour atténuer les fluctuations d'une série chronologique.

### Prix Nobel
Le prix Nobel d’Edward Prescott et de Finn Kydland a été basé sur deux articles écrits par Prescott et Kydland. Dans le premier article, rédigé en 1977, Prescott et Kydland affirment que le but et les objectifs de la planification et de l’économie économiques sont une réponse à l’économie. Cependant, Prescott et Kydland ont permis à ces personnes de faire des hypothèses et des prévisions concernant l’avenir. Comme Prescott et Kydland ont déclaré : "Même s’il existe une fonction d’objectif social fixe et convenue et que les décideurs connaissent le moment de leurs actions [...] une évaluation correcte de la position de fin de course ne permet pas de maximiser l’objectif social". Prescott et Kyland ont fait remarquer que les agents de l’économie avaient déjà une influence sur leur prise de décision.
En outre, Prescott et Kydland ont estimé que les décideurs politiques, en raison de leurs relations avec le gouvernement, souffraient d'un problème de crédibilité. La raison de cette dynamique est que le processus politique est conçu pour résoudre les problèmes et profiter à ses citoyens aujourd'hui. 
Le deuxième article, rédigé en 1982, est intitulé "Il est temps de construire et d’agréger les fluctuations". Prescott et Kydland ont fait valoir que les variations de l’offre induites par les changements et les améliorations de la technologie expliquaient les fluctuations des cycles économiques. Pour étudier cette hypothèse, entre la fin de la Seconde Guerre mondiale et 1980, Prescott a établi un modèle permettant d’étudier l’évolution de la production, des investissements, de la consommation, de la productivité du travail et de l’emploi. Ce modèle a permis aux deux économistes de mettre en corrélation 70 % des fluctuations de la production par rapport aux changements et à la croissance technologique. Cependant, leur contribution principale a été la manière de modéliser les variables macroéconomiques à l'aide de microfondations.

### Activité politique
En janvier 2009, Edward C. Prescott, avec plus de 250 autres économistes et professeurs, a signé une lettre ouverte au président Barack Obama s'opposant à l'adoption de la loi américaine Recovery and Investissement Act. La lettre a été parrainée par un groupe de réflexion libertaire, Le Cato Institute, et a été imprimée comme une publicité payée dans certains journaux comme le New York Times et l'Arizona Republic.
Ses écrits, plus récentes, se sont concentrés sur l’effet négatif des taxes sur l’économie en Europe.

## Distinctions et récompenses
- 2008	Académie nationale des sciences
- 2004	Prix de la Banque de Suède en sciences	économiques en mémoire d'Alfred Nobel
- 2002 Northwestern University : Prix Erwin Plein Nemmers	d'économie
- 1992	Académie américaine des arts et des sciences
- 1980	Société d'économétrie
- 1967    Alexander Henderson Award, Carnegie Mellon